# 京都府道・滋賀県道782号醍醐大津線
京都府道・滋賀県道782号醍醐大津線（きょうとふどう・しがけんどう782ごう だいごおおつせん）は、京都府京都市伏見区から滋賀県大津市に至る一般府県道である。

## 概要
京都府京都市伏見区醍醐和泉町から滋賀県大津市粟津町に至る。

### 路線データ
- 起点：京都府京都市伏見区醍醐和泉町
- 終点：滋賀県大津市粟津町（粟津町交差点、国道1号交点）

## 歴史
- 1958年（昭和33年）7月26日 - 滋賀県側で路線認定（当時の路線番号は「105」）[1]
- 1994年（平成6年）4月1日 - 滋賀県側で路線番号を「105」から「781」に変更[2]
- 2009年（平成21年）4月1日 - 滋賀県側で路線番号を「781」から「782」に修正[3]

## 路線状況
京都府域ではかつては笠取山の北側に醍醐寺と岩間寺を結ぶ巡礼道があったが、この道は廃れてしまい、後に当路線が山中を曲折しながら東西を結ぶようになった。京都府京都市伏見区の醍醐山（醍醐寺 - 横峰峠付近）の区間は自動車・二輪車の通行が禁止となっている。特に前者の区間では、徒歩でも険しい登山道となっている。
滋賀県大津市石山千町 （滋賀県道106号千町石山寺辺線起点付近）- 大平間は車道がない。大津市国分1丁目付近から北大路交点までは住宅地を通過する狭隘区間が続く。東側に市道の「国分バイパス」が供用されている。

### 道路施設

#### 橋梁
- 京都府
  - 松橋（万千代川、京都市伏見区）

## 地理

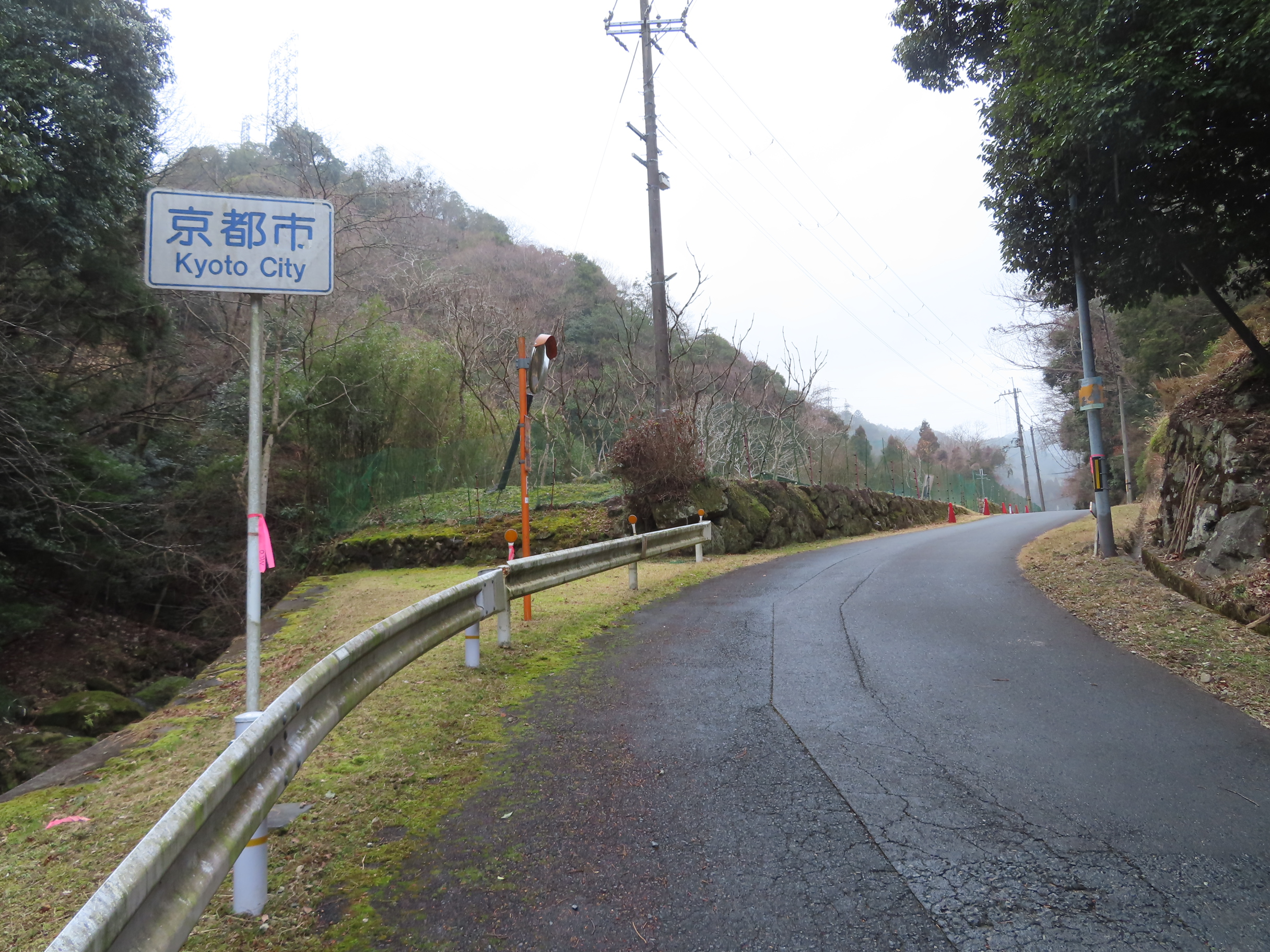
京都府・滋賀県境（2024年2月）

### 通過する自治体
- 京都府
  - 京都市（伏見区） - 宇治市 - 京都市（伏見区）
- 滋賀県
  - 大津市

### 交差する道路
| 交差する道路                | 都道府県名 | 市町村名 | 市町村名 | 交差する場所 | 交差する場所        |
| --------------------------- | ---------- | -------- | -------- | ------------ | ------------------- |
| 滋賀県道106号千町石山寺辺線 | 滋賀県     | 大津市   | 大津市   | 石山千町     |                     |
| 国道1号 国道8号 重複        | 滋賀県     | 大津市   | 大津市   | 粟津町       | 粟津町交差点 / 終点 |

### 交差する鉄道
- 東海道新幹線

### 沿線
- 京都市立醍醐小学校
- 醍醐寺
- 宇治市立笠取小学校
- 滋賀県立大津清陵高等学校
- 滋賀刑務所、滋賀少年院
- 滋賀県立石山高等学校
- 東レ滋賀事業場
- 大津市立晴嵐小学校
- JR西日本東海道本線 石山駅
- 京阪石山坂本線 京阪石山駅

### 峠
- 横峰峠（横嶺峠、京都市伏見区）

## ギャラリー

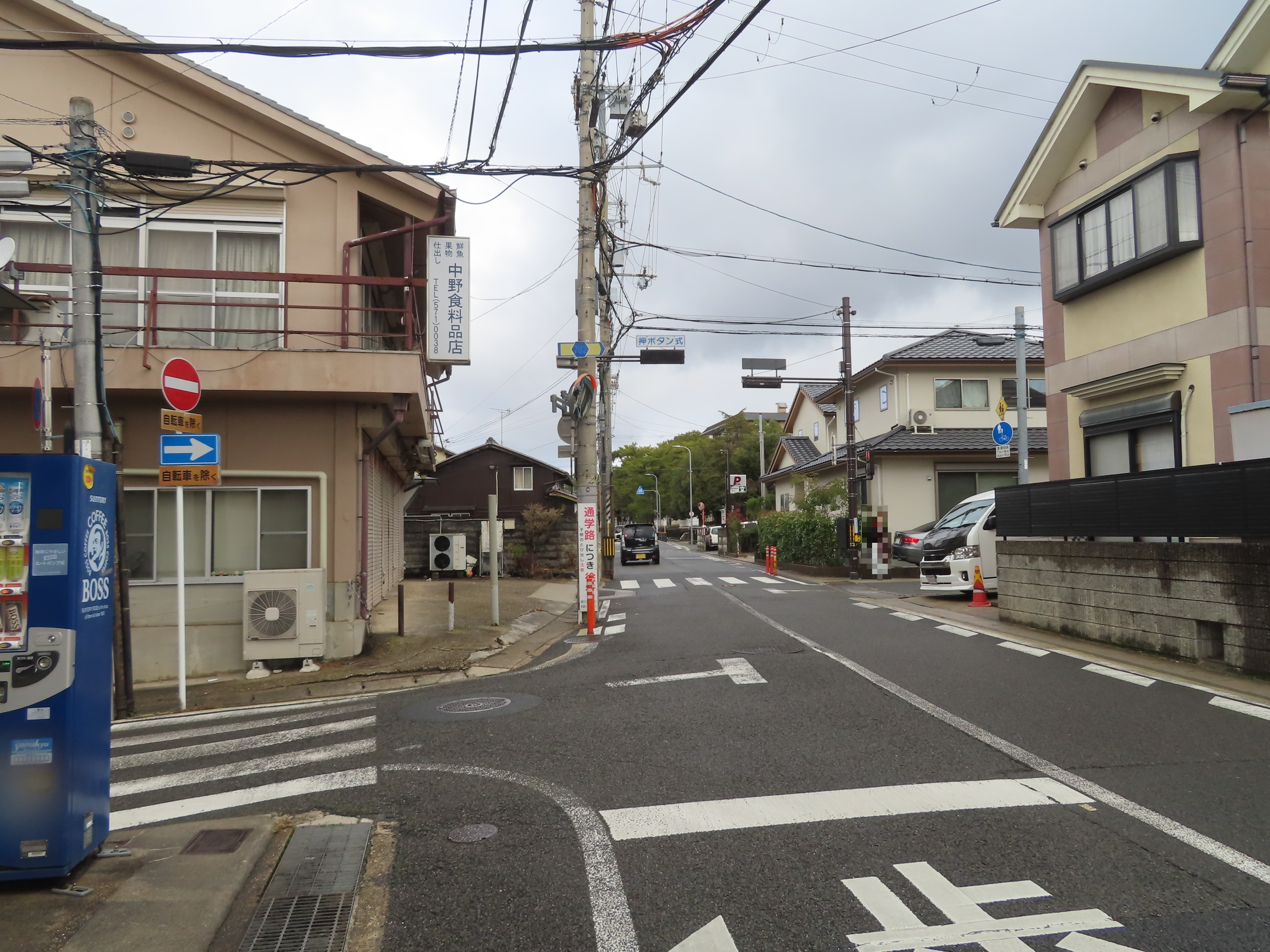
起点
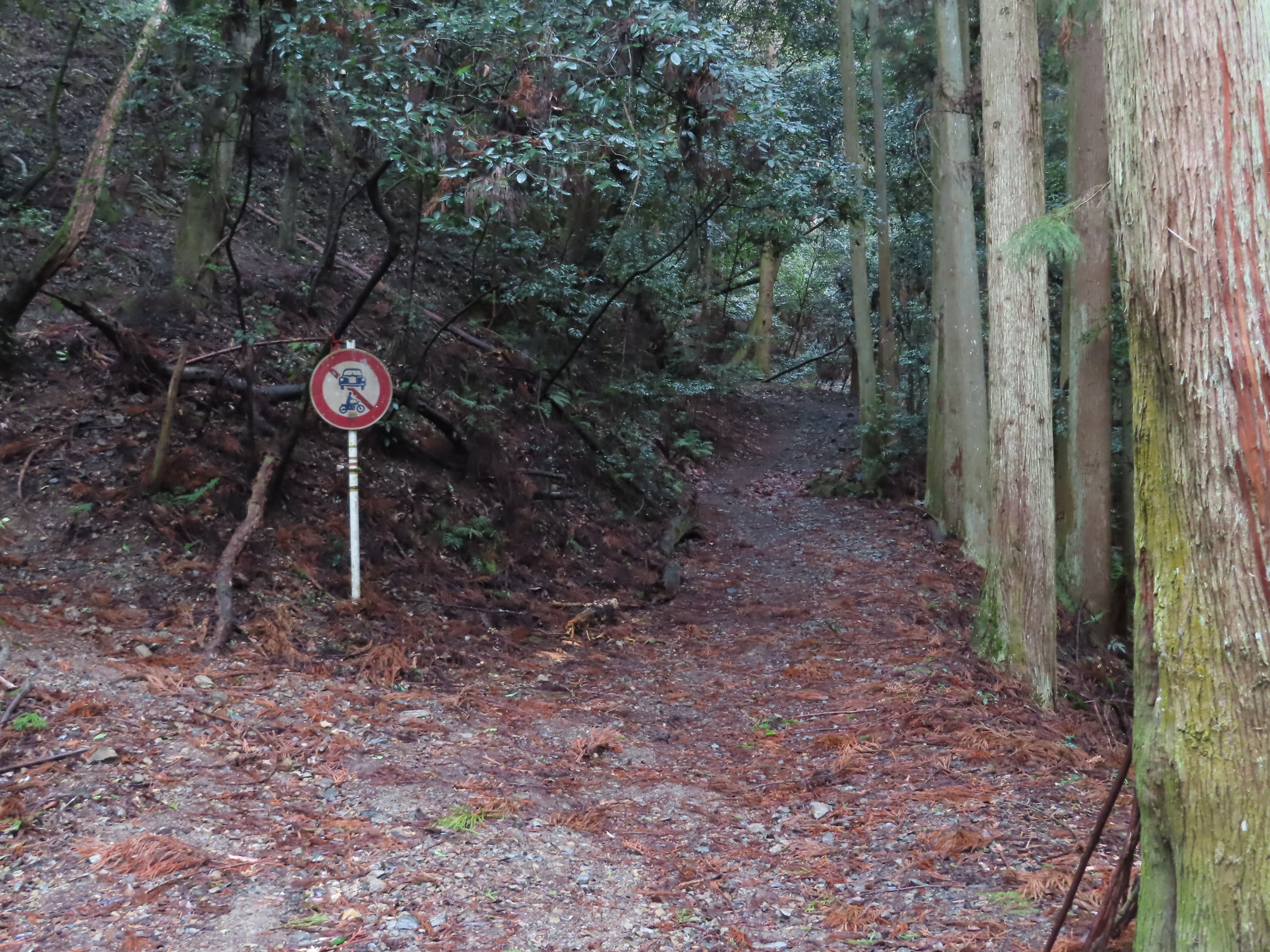
醍醐山の車両が通行できない区間
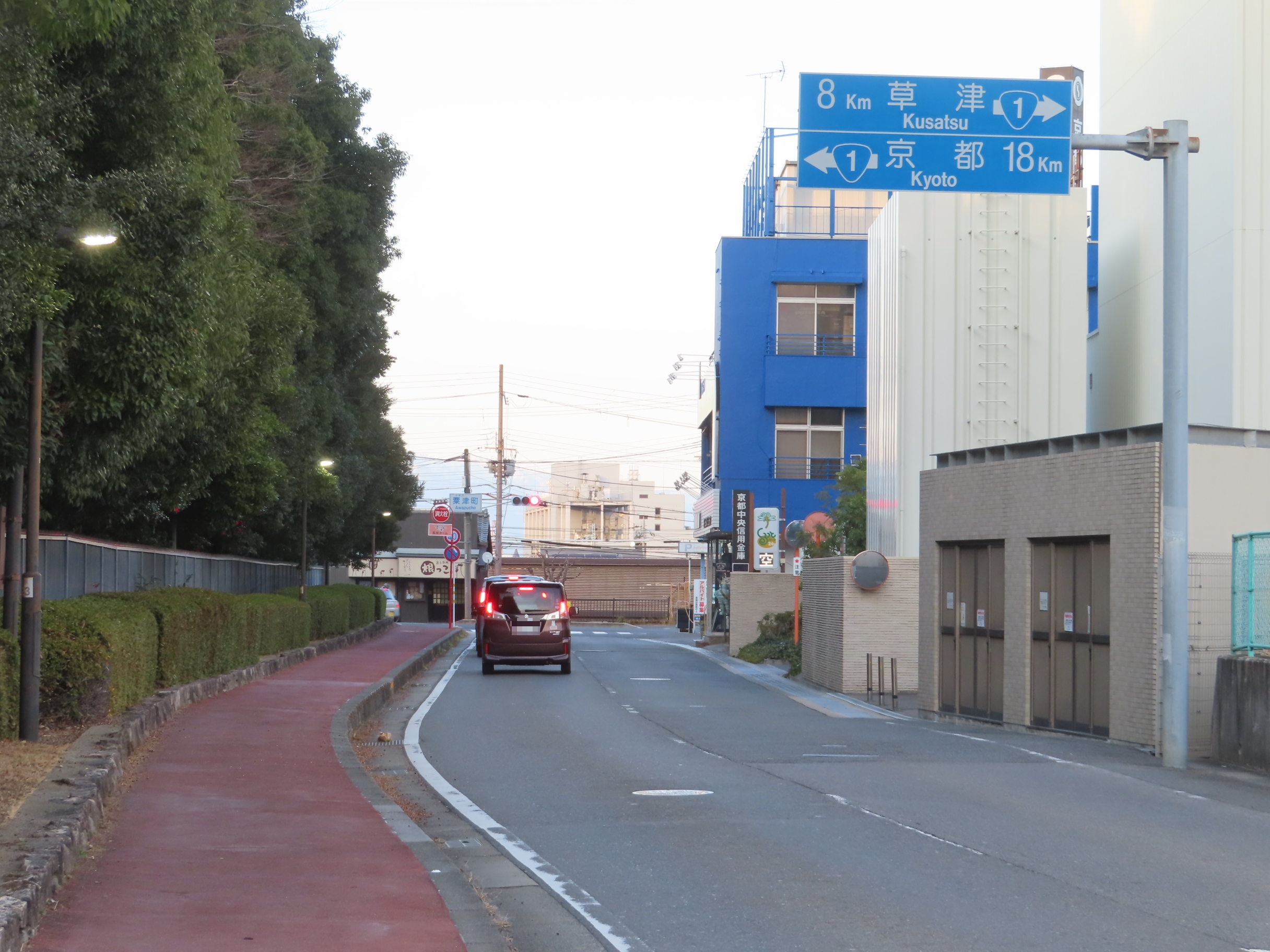
終点（粟津町交差点）

## 関連文献
- 滋賀県大津土木事務所 (2020年2月). “大津土木事務所管内図” (PDF). 2024年2月16日閲覧。